# ترایس-کاردن
ترایس-کاردن (به آلمانی: Treis-Karden) یک شهر در آلمان است که در کوخم-تسل واقع شده‌است. ترایس-کاردن ۲٬۳۱۳ نفر جمعیت دارد.